# Ciudad de ceniza
Ciudad de ceniza (título original en inglés: City of Ashes) es el segundo libro de la saga Cazadores de Sombras, escrita por Cassandra Clare. Fue publicada originalmente en Estados Unidos el 25 de marzo de 2008, y en España el 22 de septiembre de 2009.

## Sinopsis
Clary Fray desearía que su vida volviera a la normalidad. Si pudiera dejar atrás el mundo de los cazadores de sombras, tendría más tiempo para Simon, su mejor amigo, que se está convirtiendo en algo más... Pero el mundo subterráneo que acaba de descubrir no está preparado para dejarla ir; en especial ese apuesto y exasperante Jace el cual supuestamente es su hermano y no la quiere fuera de su vida. Para complicar las cosas, una ola de asesinatos sacude la ciudad. Clary cree que Valentine está detrás de esas muertes para obtener la Copa Mortal.

## Lugar
Además, es el lugar donde habitan los hermanos silenciosos.

## La corte de las hadas
La corte de las hadas y sus personajes están basados en la fantasía urbana de Holly Black que comienza con El tributo de la Corte Oscura. En la escena donde Jace y Clary van al centro con el Hermano Silencioso, los personajes Val y Luis son sacados del libro de Holly Black, Valiant. También se menciona a la "copa mortal" en el libro de Holly Black, Ironside.

## Adaptación Cinematográfica
La adaptación cinematográfica de Ciudad de ceniza estaría programada para iniciar sus grabaciones en 2014. Protagonizada por Lily Collins y Jamie Campbell Bower, la secuela de Cazadores de sombras: Ciudad de hueso.
El 20 de mayo de 2014 Harald Zwart anunció: "El estudio está todavía seguro de que van a hacer esta película, pero no soy yo quien la dirigirá. Me centraré en otros proyectos en el futuro. Cazadores de Sombras fue una gran experiencia y me dio una buena oportunidad para mostrarme."

## Continuación
Su continuación es Ciudad de cristal.